# Oleksi Honcearuk
Oleksi Valeriovici Honcearuk (în ucraineană Олексі́й Вале́рійович Гончару́к; n. 7 iulie 1984, Jmerînka, RSS Ucraineană, URSS) este un om de stat ucrainean. A fost prim-ministru al Ucrainei din august 2019 până în martie 2020.

## Biografie
Este avocat de profesie. 
La alegerile parlamentare ucrainene din 2014, el nu a reușit să fie ales deputat pentru Forța Poporului. El devine apoi consilier al vicepremierului Stepan Kubiv  . De asemenea, el conduce Centrul de Analiză BRDO, finanțat de Uniunea Europeană și cu sediul la Kiev, din 2015, care își propune să curățească lumea afacerilor. 
Pe 28 mai 2019 este numit numărul doi al administrației prezidențiale de noul președinte al Ucrainei, Volodîmîr Zelenski.
Pe 29 august  ulterior, este numit prim-ministru al Ucrainei  . El a fost aprobat în aceeași zi de Rada, devenind la 35 de ani cel mai tânăr premier din istoria țării  . În guvernul său, Oksana Markarova este menținută în Ministerul Finanțelor și Arsen Avakov în Ministerul de Interne, în timp ce Vadim Pristaiko este numit ministru de externe și Andri Zagorodniuk ministru al Apărării  .